# Rhopalophora cupricollis
Rhopalophora cupricollis es una especie de escarabajo longicornio del género Rhopalophora, categorizada en la tribu Rhopalophorini, de la subfamilia Cerambycinae. Fue descrita por Guérin-Méneville en 1844 y publicada en  .
Mide 8-15,5 mm de longitud. Se distribuye por Costa Rica, El Salvador, Estados Unidos de América, Guatemala, Honduras, México y Nicaragua.